# Lismore (Minnesota)
Pour les articles homonymes, voir Lismore.
La ville de Lismore est située dans le comté de Nobles, dans l’État du Minnesota, aux États-Unis. Sa population s’élevait à 227 habitants lors du recensement de 2010, estimée à 231 habitants en 2016.

## Source
- (en) Cet article est partiellement ou en totalité issu de l’article de Wikipédia en anglais intitulé « Lismore, Minnesota » (voir la liste des auteurs).